# Nää vuodet 1997–2003
Nää vuodet 1997-2003 – czwarta płyta fińskiej grupy Fintelligens wydana w 2003 roku. Jest to kompilacja najlepszych utworów pierwszych trzech płyt. Zawiera wszystkie ważne single. Do albumu dołączona jest płyta DVD, zawierającą videoklipy i bonusy. 

## Lista utworów

### CD
1. On nähty
2. Vaan sil on väliä
3. Voittamaton (originaali)
4. Kellareiden kasvatit
5. Stockholm-Helsinki
6. Kelaa sitä
7. Viikonloppuilta
8. Renesanssi
9. Pää pystyyn
10. Heruuks?
11. Kaks jannuu
12. Jos mahdollista
13. Tän tahtiin
14. Sori
15. En vaihtais päivääkään
16. Kokemusten summa
17. Kaikki peliin
18. Vapaa tyyli

### DVD
1. Voittamaton
2. Kellareiden kasvatit
3. Stockholm-Helsinki
4. Pää pystyyn
5. Heruuks?
6. Sori
7. En vaihtais päivääkään
8. Kaikki peliin
9. Vaan sil on väliä